# Тордойя
Тордойя (гал. Tordoia, ісп. Tordoya) — муніципалітет в Іспанії, у складі автономної спільноти Галісія, у провінції Ла-Корунья. Населення — 4339 осіб (2009).
Муніципалітет розташований на відстані близько 501 км на північний захід від Мадрида, 34 км на південний захід від Ла-Коруньї.

## Географія
Через муніципалітет протікає річка Тамбре.

## Демографія
Динаміка населення (INE ):

## Галерея зображень

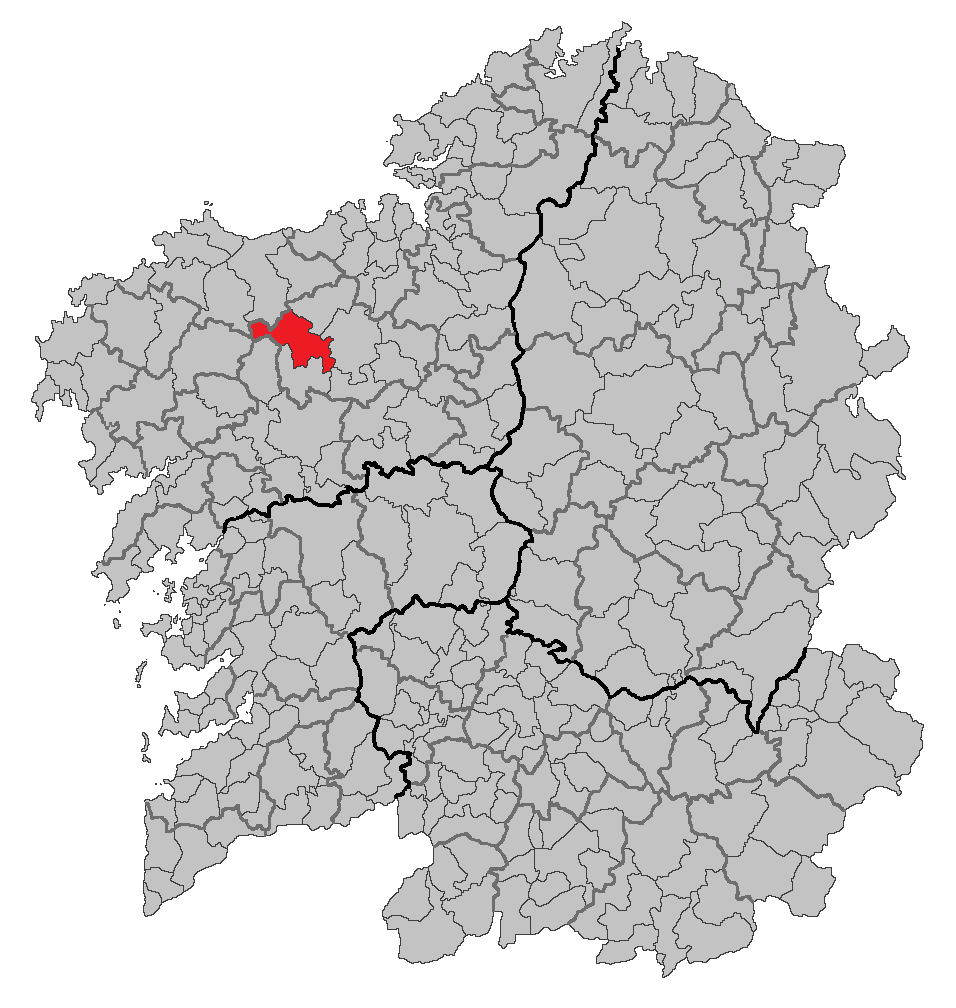
Розташування муніципалітету